# Association Sportive Lössi
O Association Sportive Lössi é um clube de futebol sediado em Nouméa, Nova Caledónia. Disputa o Campeonato Neocaledônio de Futebol, principal campeonato do país.

## Elenco atual
Elenco para a disputa da Liga dos Campeões da OFC de 2018:

Nota: Bandeiras indicam equipe nacional, conforme definido pelas regras de elegibilidade da FIFA. Os jogadores podem ter mais de uma nacionalidade não-FIFA.
| N.º |                | Posição | Jogador         |
| --- | -------------- | ------- | --------------- |
| 1   | Nova Caledónia | G       | Nicodem Hmaen   |
| 2   | Nova Caledónia | D       | Jules Kauma     |
| 3   | Nova Caledónia | M       | Jonathan Kakou  |
| 4   | Nova Caledónia | D       | John Paul Read  |
| 5   | Nova Caledónia | D       | Pierre Kauma    |
| 6   | Nova Caledónia | M       | Fonzy Ranchain  |
| 7   | Nova Caledónia | M       | Damien Wanapopo |
| 8   | Nova Caledónia | M       | Morgan Mathelon |
| 9   | Nova Caledónia | D       | Raoul Wenisso   |
| 10  | Nova Caledónia | M       | Mone Wamowe     |
| 11  | Nova Caledónia | M       | Nathanael Hmaen |
| 12  | Nova Caledónia | M       | Clarence Nyipie |

| N.º |                | Posição | Jogador          |
| --- | -------------- | ------- | ---------------- |
| 13  | Nova Caledónia | A       | Warren Saiko     |
| 14  | Nova Caledónia | D       | Robert Waouka    |
| 15  | Nova Caledónia | M       | Paul Ozika       |
| 16  | Nova Caledónia | D       | Jimmy Welepane   |
| 17  | Nova Caledónia | M       | Henri Waima      |
| 18  | Nova Caledónia | M       | Fabio Kela       |
| 19  | Nova Caledónia | A       | Amy Hnageje      |
| 20  | Nova Caledónia | A       | Ariinui Tapu     |
| 21  | Nova Caledónia | D       | Ben-Drela Hmaen  |
| 29  | Nova Caledónia | G       | Emmanuel Wejieme |
| 30  | Nova Caledónia | G       | Patrick Nyikeine |

## Títulos
- Copa da Nova Caledónia: 2006–07, 2012, 2017